# Dudinská Päťdesiatka 2012
31. Dudinská Päťdesiatka – mityng w chodzie sportowym, który odbył się 24 marca 2012 w słowackich Dudincach.
W ramach zawodów o medale mistrzostw kraju w chodzie na 50 kilometrów rywalizowali Czesi, Łotysze, Słowacy, Polacy i Węgrzy.

## Rezultaty
| NR - rekord kraju \| WL - najlepszy tegoroczny wynik na listach światowych \| PB - rekord życiowy \| SB - najlepszy wynik w sezonie |

### Mężczyźni
| Konkurencja:             | 1. miejsce    | Rezultat   | 2. miejsce        | Rezultat   | 3. miejsce         | Rezultat   |
| Chód na 10 km (juniorzy) | Nils Brembach | 43:35 PB   | Łukasz Kostka     | 44:52      | Ihor Puzanow       | 45:51      |
| Chód na 20 km            | Matej Tóth    | 1:20:42    | Rafał Fedaczyński | 1:22:38    | Jonathan Rieckmann | 1:23:27 PB |
| Chód na 50 km            | Alex Schwazer | 3:40:58 WL | Łukasz Nowak      | 3:44:24 PB | Rafał Sikora       | 3:46:52    |

### Kobiety
| Konkurencja:             | 1. miejsce              | Rezultat | 2. miejsce       | Rezultat | 3. miejsce       | Rezultat   |
| Chód na 10 km (juniorki) | Gintarė Vaiciukevičiūtė | 49:59 PB | Eliška Drahotová | 50:19    | Marlena Chojecka | 51:52 PB   |
| Chód na 20 km            | Paulina Buziak          | 1:33:00  | Olha Jakowenko   | 1:34:21  | Mária Czaková    | 1:37:41 PB |